# Pedro Martínez (Grenada)
Pedro Martínez – gmina w Hiszpanii, w prowincji Grenada, w Andaluzji, o powierzchni 136,87 km². W 2014 roku gmina liczyła 1182 mieszkańców.
Znajduje się na terenie Geoparku Granada, który obejmuje półpustynny obszar płaskowyżu na południowym wschodzie półwyspu.